# Dichocarpum
Dichocarpum – rodzaj roślin należący do rodziny jaskrowatych. Obejmuje osiemnaście gatunków występujących we wschodniej Azji na obszarze od Japonii, poprzez Chiny, Nepal, po północne Indie i Mjanmę. 

## Morfologia
Byliny z kłączami. Łodyga nierozgałęziona lub słabo rozgałęziona, bezlistna lub ulistniona. Liście odziomkowe lub odziomkowe i łodygowe o blaszce dłoniastodzielnej, z 3–13 listkami. U nasady szypuły kwiatowej przysadki trójdzielne. Kwiaty pojedyncze lub zebrane w kilkukwiatowy kwiatostan wyrastający szczytowo lub z kąta liścia. Kwiaty obupłciowe, promieniste. Listki okwiatu w dwóch okółkach po 5. Zewnętrzne białe, rzadziej żółtawe lub zielonkawe. Wewnętrzne żółtozłote, wyraźnie mniejsze od okółka zewnętrznego. Pręcików od 5 do 25, z żółtymi pylnikami. Słupki dwa u dołu z wydłużonymi, wąskimi zalążniami zawierającymi liczne zalążki. Owocami są dwa mieszki. 

## Systematyka
Pozycja według APweb (aktualizowany system APG III z 2009)
Rodzaj z podrodziny Thalictroideae Rafinesque, rodziny jaskrowatych (Ranunculaceae) z rzędu jaskrowców (Ranunculales), należących do kladu dwuliściennych właściwych (eudicots). W obrębie podrodziny tworzy klad wspólnie z rodzajami Enemion i zdrojówka (Isopyrum).
Wykaz gatunków
- Dichocarpum adiantifolium (Hook.f. & Thomson) W.T.Wang & P.K.Hsiao
- Dichocarpum arisanense (Hayata) W.T.Wang & P.K.Hsiao
- Dichocarpum auriculatum (Franch.) W.T.Wang & P.K.Hsiao
- Dichocarpum basilare W.T.Wang & P.K.Hsiao
- Dichocarpum carinatum D.Z.Fu
- Dichocarpum dalzielii (J.R.Drumm. & Hutch.) W.T.Wang & P.K.Hsiao
- Dichocarpum dicarpon (Miq.) W.T.Wang & P.K.Hsiao
- Dichocarpum fargesii (Franch.) W.T.Wang & P.K.Hsiao
- Dichocarpum franchetii (Finet & Gagnep.) W.T.Wang & P.K.Hsiao
- Dichocarpum hakonense (Maek. & Tuyama ex Ohwi) W.T.Wang & P.K.Hsiao
- Dichocarpum hypoglaucum W.T.Wang & P.K.Hsiao
- Dichocarpum malipoenense D.D.Tao
- Dichocarpum nipponicum (Franch.) W.T.Wang & P.K.Hsiao
- Dichocarpum numajirianum (Makino) W.T.Wang & P.K.Hsiao
- Dichocarpum stoloniferum (Maxim.) W.T.Wang & P.K.Hsiao
- Dichocarpum sutchuenense (Franch.) W.T.Wang & P.K.Hsiao
- Dichocarpum trachyspermum (Maxim.) W.T.Wang & P.K.Hsiao
- Dichocarpum trifoliolatum W.T.Wang & P.K.Hsiao